# Miyoshi (Saitama)
Miyoshi (jap. 三芳町, -machi) ist eine Stadt auf der japanischen Hauptinsel Honshū im Landkreis Iruma in der Präfektur Saitama.

## Geografie
Miyoshi liegt südlich von Kawagoe, westlich von der Präfekturhauptstadt Saitama und nördlich von Tokorozawa. Die Stadt liegt in der stark bevölkerten Region Kantō mit ihren 42,6 Millionen Einwohnern und zählt damit zum Ballungsraum der japanischen Hauptstadt Tokio.

## Geschichte
Erstmals geschichtlich erwähnt wurde Miyoshi als Miyoshin-no-sato im sogenannten Ise Monogatari aus der Mitte des 10. Jahrhunderts, in dem es zur Provinz Musashi gehörte. Ab dem 17. Jahrhundert gehörte Musashi zum Fürstentum Kawagoe und war bis dato vorwiegend ländlich geprägt. Die Verstädterung Miyoshis begann ab dem späten 19. Jahrhundert mit dem gleichzeitigen Ausbau der Infrastruktur im Tokioter Ballungsraum. Seit 1970 besitzt Miyoshi eigene Stadtrechte.

## Verkehr
- Straße:
  - Nationalstraße 254

## Söhne und Töchter der Stadt
- Hitomi Yoshizawa (* 1985), J-Pop-Sängerin, Leader der Ongaku Gatas

## Angrenzende Städte und Gemeinden
- Fujimi
- Kawagoe
- Tokorozawa
- Niiza
- Shiki
- Fujimino